# Kapris

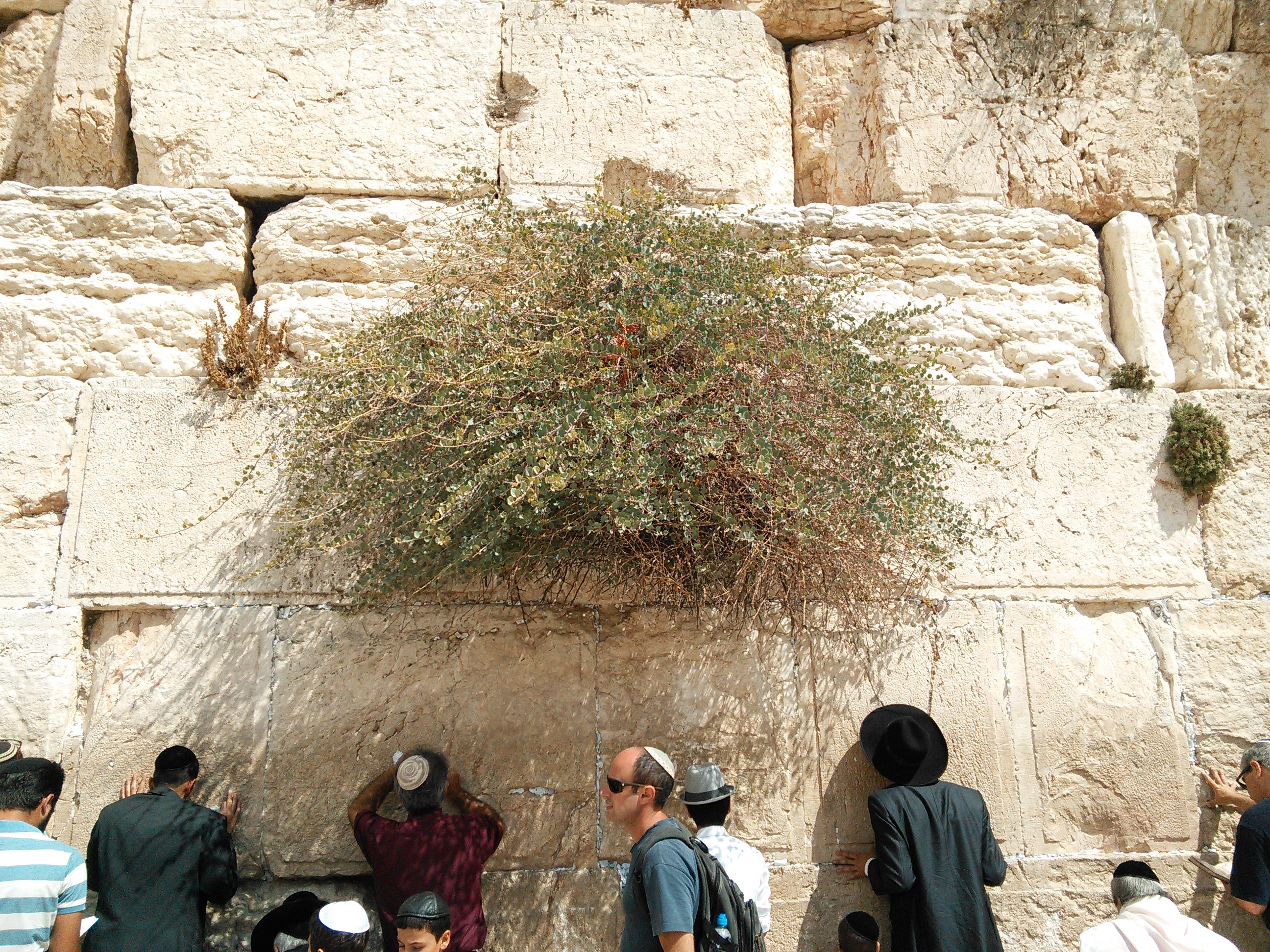
Kaprisbuske (Capparis zoharyi) på västra muren i Jerusalem. C. zoharyi är en av de arter som används till kapris (fast kanske inte just detta exemplar).

Kapris är de inlagda omogna blomknopparna från buskar, kaprisbuskar, tillhörande sektionen/undersläktet Capparis inom kaprissläktet (Capparis), vilket tillhör familjen kaprisväxter (Capparaceae). De omogna frukterna, så kallade kaprisbär, och ibland även blad och skott, används också som livsmedel.
Kaprisbuskar odlas i bland annat Spanien, Italien, Marocko och Turkiet, samt i Australien och Sydamerika, men en stor del av de kommersiella kaprisprodukterna kommer från vildväxande bestånd.

## Taxonomi
Carl von Linné beskrev Capparis spinosa 1753 i Species Plantarum och därefter beskrevs flera nya arter, främst under sjutton- och artonhundratalen. Under nittonhundratalet fördes dessa ofta in under C. spinosa som underarter eller varieteter, men senare års forskning har återigen kommit att använda ett snävare artbegrepp och delar nu i allmänhet upp det som tidigare samlats under C. spinosa på flera arter igen. Christina Inocencio och hennes medarbetare behandlade 2006 de kommersiellt utnyttjade arterna inom Capparis sect. Capparis och delade upp dem på tio arter och, utöver nominatformerna, åtta underarter till dessa. Alla forskare är inte ense om denna splittring - en sådan är den italienske botanikern Silvio Fici som för in alla Inocencios arter under C. spinosa (i denna art inkluderar han former med en totalutbredning från Iberiska halvön och Marocko, söderut till Madagaskar och österut till Australien, Norfolk Island och Hawaii). Inocencios (et al.) och Ficis uppfattningar listas i tabellen nedan. Tabellen innehåller även de namn som accepterats av den globala World Flora Online och de "kontinentala" African Plant Database (Afrika) och Euro+Med Plantbase (Europa och Medelhavsområdet).
| Inocencio et al.                  | År   | Fici                                      | World Flora Online                  | African Plant Database (APD) Euro+Med Plantbase(EMP)    |
| --------------------------------- | ---- | ----------------------------------------- | ----------------------------------- | ------------------------------------------------------- |
| C. aegyptia                       | 1783 | C. spinosa ssp. spinosa var. aegyptia     | C. aegyptia                         | C. aegyptia                                             |
| C. atlantica                      | 2006 | C. spinosa ssp. spinosa var. atlantica    | C. atlantica                        | C. atlantica                                            |
| C. hereroensis                    | 1895 | - ej omnämnd -                            | C. hereroensis                      | C. hereroensis (APD) - ej upptagen - (EMP)              |
| C. mucronifolia ssp. mucronifolia | 1843 | C. spinosa ssp. spinosa var. mucronifolia | C. mucronifolia (ssp. mucronifolia) | - ej upptagen -                                         |
| C. mucronifolia ssp. rosanowiana  | 1906 | C. spinosa ssp. spinosa var. herbacea     | C. mucronifolia ssp. rosanowiana    | - ej upptagen -                                         |
| C. orientalis                     | 1801 | C. spinosa ssp. rupestris var. ovata      | C. orientalis                       | C. orientalis                                           |
| C. ovata ssp. ovata               | 1798 | C. spinosa ssp. rupestris var. ovata      | C. spinosa                          | C. ovata ssp. ovata                                     |
| C. ovata ssp. myrtifolia          | 2006 | C. spinosa ssp. rupestris var. myrtifolia | - ej upptagen -                     | C. ovata ssp. myrtifolia                                |
| C. parviflora ssp. parviflora     | 1843 | C. spinosa ssp. spinosa var. parviflora   | C. parviflora                       | - ej upptagen - (ADP) C. parviflora (EMP)               |
| C. parviflora ssp. kurdica        | 1960 | C. spinosa ssp. spinosa var. parviflora   | - ej upptagen -                     | - ej upptagen -                                         |
| C. parviflora ssp. sphaerocarpa   | 2006 | C. spinosa ssp. spinosa var. parviflora   | - ej upptagen -                     | - ej upptagen -                                         |
| C. sicula ssp. sicula             | 1801 | C. spinosa ssp. spinosa var. canescens    | C. sicula (ssp. sicula)             | C. sicula ssp. sicula                                   |
| C. sicula ssp. herbacea           | 1809 | C. spinosa ssp. spinosa var. herbacea     | C. sicula ssp. herbacea             | - ej upptagen - (ADP) C. sicula ssp. herbacea (EMP)     |
| C. sicula ssp. leucophylla        | 1824 | C. spinosa ssp. spinosa var. canescens    | C. sicula ssp. leucophylla          | - ej upptagen - (ADP) C. sicula ssp. leucophylla (EMP)  |
| C. sicula ssp. mesopotamica       | 2006 | C. spinosa ssp. spinosa var. canescens    | - ej upptagen -                     | - ej upptagen - (ADP) C. sicula ssp. mesopotamica (EMP) |
| C. sicula ssp. sindiana           | 2006 | C. spinosa ssp. spinosa var. canescens    | C. sicula ssp. sindiana             | - ej upptagen -                                         |
| C. spinosa                        | 1753 | C. spinosa ssp. spinosa var. spinosa      | C. spinosa                          | C. spinosa                                              |
| C. zoharyi                        | 2006 | C. spinosa ssp. spinosa var. aegyptia     | C. zoharyi                          | C. zoharyi                                              |

På ett liknande sätt används som livsmedel även de till sektionen Capparis hörande C. cartilaginea i Nordostafrika, C. himalayensis i Indien och Pakistan, C. mariana i Oceanien samt C. nummularia (kallad "coastal caper", "Flinders rose" eller "wild passionfruit") i Australien.

## Produktion
Kaprisbuskar odlas i flera länder i Medelhavsområdet och Sydvästasien, som Spanien, Italien, Turkiet, Marocko, Tunisien, Algeriet, Iran och länderna kring Svarta havet, men till skillnad från många andra grödor är huvuddelen av produktionen småskalig och grundad på vilda förekomster. På världsplan uppskattas att den totala årsproduktionen är cirka 10 000 ton, med Turkiet (3 500 - 4 500 ton), Marocko (3 000 ton) och Spanien (500 - 1 000 ton) som de största producenterna. Den viktigaste arten i odling är C. spinosa, men C. sicula odlas i Marocko, Italien och Spanien, C. orientalis på ön Pantelleria (Italien) och C. zoharyi kring Safi i Marocko. Därutöver har C. mariana odlats kommersiellt på öar i Stilla Havet (främst Guam).

### Odling
Odlade kaprisbuskar förökas genom frön (samtliga arter - vilket dock ger heterogena bestånd) eller genom sticklingar (C. spinosa och C. orientalis). Eftersom endast årsskotten bär blommor (och därigenom blomknoppar och frukter) klipps de odlade buskarna ner varje vinter (i februari till april), vilket även ger material till produktion av sticklingar. Skörden (som sker för hand och pågår från maj till slutet av augusti, med nio till tolv skördar per säsong) per buske varierar från ett drygt kilo av den högt uppskattade sorten "Nucidarra" (C. orientalis) på Pantelleria, till uppemot tre kilo för andra bestånd. Årsskörden varierar från drygt två till fyra ton per hektar i Italien.

## Användning

### Livsmedel

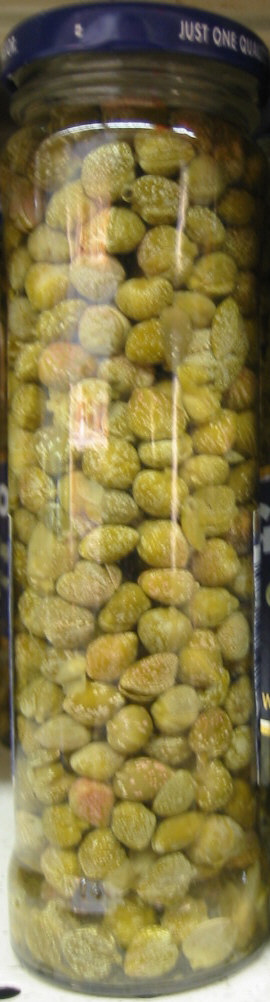
Inlagda blomknoppar av kapris.

Omogna blomknoppar används som krydda. De läggs en månad i saltlake och konserveras därefter i vinäger eller salt (saltning föredras av gastronomer), varvid senapsoljan (metylisotiocyanat, – ett derivat från glukokapparin, ett glukosinolat), som ger knopparna den speciella smaken, framträder.
De omogna kaprisbären, kallade salladskapris eller jättekapris, säljs vanligen marinerade i olja. De används i sallader eller i gryträtter. Salladskapris har mildare smak än de små blomknopparna. Dessutom äts mogna bär lokalt i sydvästra Asien och Afrika (liksom av C. nummularia i Australien). 
I västerländsk matlagning används kapris i biff à la Lindström och som tillbehör till bland annat wienerschnitzel och råbiff, samt på pizzor. Det är en nödvändig ingrediens i tartarsås och passar även bra i remouladsås.
Även inlagda skott marknadsförs, särskilt i Spanien, och äts antingen som de är eller kokta i vatten.
| Storlek (mm) | Storlek (mm) | Storlek (mm) | Spanien      | Frankrike    | Italien   |  |
| ------------ | ------------ | ------------ | ------------ | ------------ | --------- |  |
|              |              |              |              |              |           |  |
| 0            | –            | 7            | Nonpareilles | Nonpareilles | Capperini |  |
| 7            | –            | 8            | Surfines     | Surfines     | Capperini |  |
| 8            | –            | 9            | Capucines    | Capucines    | Capperini |  |
| 9            | –            | 10           | Capotes      | Capotes      | Capperi   |  |
| 10           | –            | 11           | Capotes      | Fines        | Capperi   |  |
| 11           | –            | 13           | Fines        | Grosses      | Capperi   |  |
| 13           | –            | 16           | Gruesas      | Grosses      | Capperi   |  |
| 16           | –            |              | Gruesas      | Grosses      | Capperoni |  |

Ju mindre knopparna är, desto starkare smak har de - men de är också dyrare (det tar tio gånger så lång tid att plocka ett kilo knoppar som är sju millimeter än ett kilo knoppar som är 14 millimeter, förutom att det blir mindre mängd per planta).

### Övriga användningar
Olika delar av kaprisbuskarna används inom folkmedicin - inte bara knoppar, frukter, blad och skott, utan även bark och rötter - mot allehanda åkommor: alltifrån huvudvärk, tandvärk och reumatism till hemorrojder och ormbett. Medicinska användningsområden återfinns hos antikens författare som Dioskorides och Plinius den äldre, vilka var verksamma under första århundradet efter Kristus.
Andra användningsområden är som djurfoder och för behandling av olika åkommor hos husdjur.
Även arter som tillhör andra sektioner/undersläkten än sect./subgen. Capparis, som exempelvis C. decidua (sect./subgen. Sodada), används som livsmedel och för medicinska ändamål. Somliga av dessa arter är små träd, som exempelvis C. decidua, och används dessutom som både bränsle och virke.

## Innehåll

### Energi ochnäringsämnen
100 g inlagd kapris innehåller
| Ämne                                | Mängd           |
| ----------------------------------- | --------------- |
|                                     |                 |
| Energi                              | 96 kJ (23 kcal) |
| Vatten                              | 83,85 g         |
| Protein                             | 2,36 g          |
| Fett                                | 860 mg          |
| mättat fett                         | 233 mg          |
| fleromättat fett                    | 304 mg          |
| Kolhydrater                         | 4,89 g          |
| Fosfor                              | 10 mg           |
| Järn                                | 1,67 mg         |
| Kalcium                             | 40 mg           |
| Koppar                              | 0,374 mg        |
| Magnesium                           | 33 mg           |
| Mangan                              | 0,078 mg        |
| Natrium                             | 2348 mg         |
| motsvarande natriumklorid (koksalt) | 5,97 g          |
| Selen                               | 1,2 μg          |

| Ämne         | Mängd    |
| ------------ | -------- |
|              |          |
| Vitamin A    | 138 IE   |
| Tiamin       | 0,018 mg |
| Riboflavin   | 0,139 mg |
| Niacin       | 0,652 mg |
| Pantotensyra | 0,27 mg  |
| Pyridoxin    | 0,023 mg |
| Folater      | 0,023 mg |
| Vitamin C    | 4,3 mg   |
| Vitamin D    | 0 IE     |
| Vitamin E    | 0,88 mg  |
| Vitamin K    | 24,6 μg  |
|              |          |
|              |          |
|              |          |
|              |          |
|              |          |

### Biologiskt aktiva ämnen
Följande biologiskt aktiva ämnen har påvisats i bladextrakt:
| Ämne         | Summaformel | Mängd {mg/100 g torrvikt] |
| ------------ | ----------- | ------------------------- |
|              |             |                           |
| Rutin        | C27H30O16   | 396                       |
| Resveratrol  | C14H12O3    | 235                       |
| Kumarin      | C9H6O2      | 133                       |
| Epikatekin   | C15H14O6    | 128                       |
| Luteolin     | C15H10O6    | 78                        |
| Katekin      | C15H14O6    | 56                        |
| Kaempferol   | C15H10O6    | 40                        |
| Vanillinsyra | C8H8O4      | 27                        |
| Gallussyra   | C7H6O5      | 14                        |

I blomknoppar finns mono-, di- och tri-glykosylerade derivat av nedanstående flavonoler::
| Flavonol     | Summaformel |
| ------------ | ----------- |
|              |             |
| Quercetin    | C15H10O7    |
| Kaempferol   | C15H10O6    |
| Myricetin    | C15H10O8    |
| Isorhamnetin | C16H12O7    |

Därutöver finns hydroxikanelsyraderivat (som sinapinsyra) och flavan-3-oler (som katekin) i knopparna. 
Halterna av de olika ämnena varierar i de olika storleksgrupperna av knoppar. Den starkaste biologiska aktiviteten finns hos  knoppar tillhörande den minsta sorteringen, nonpareille.
Egenskaper hos ämnen i olika delar av kaprisväxten ger stöd för traditionell användning av kapris inom folkmedicin för behandling av njur- och leveråkommor.
Man anser att egenskaperna hos gjorda fynd ger hopp om möjlig framtida framställning av läkemedel även inom skolmedicin.

## Bilder

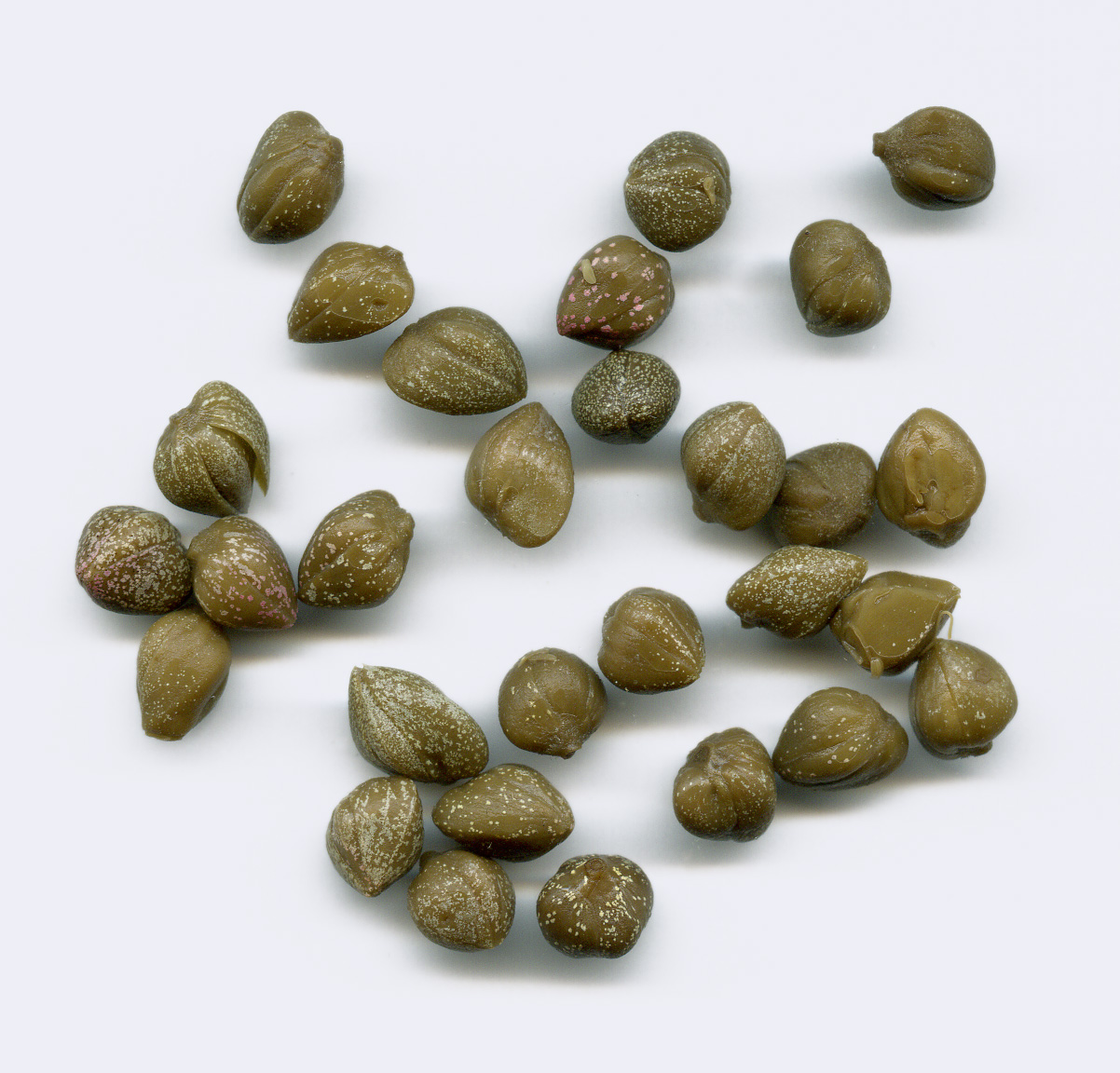
Nyskördade kaprisknoppar
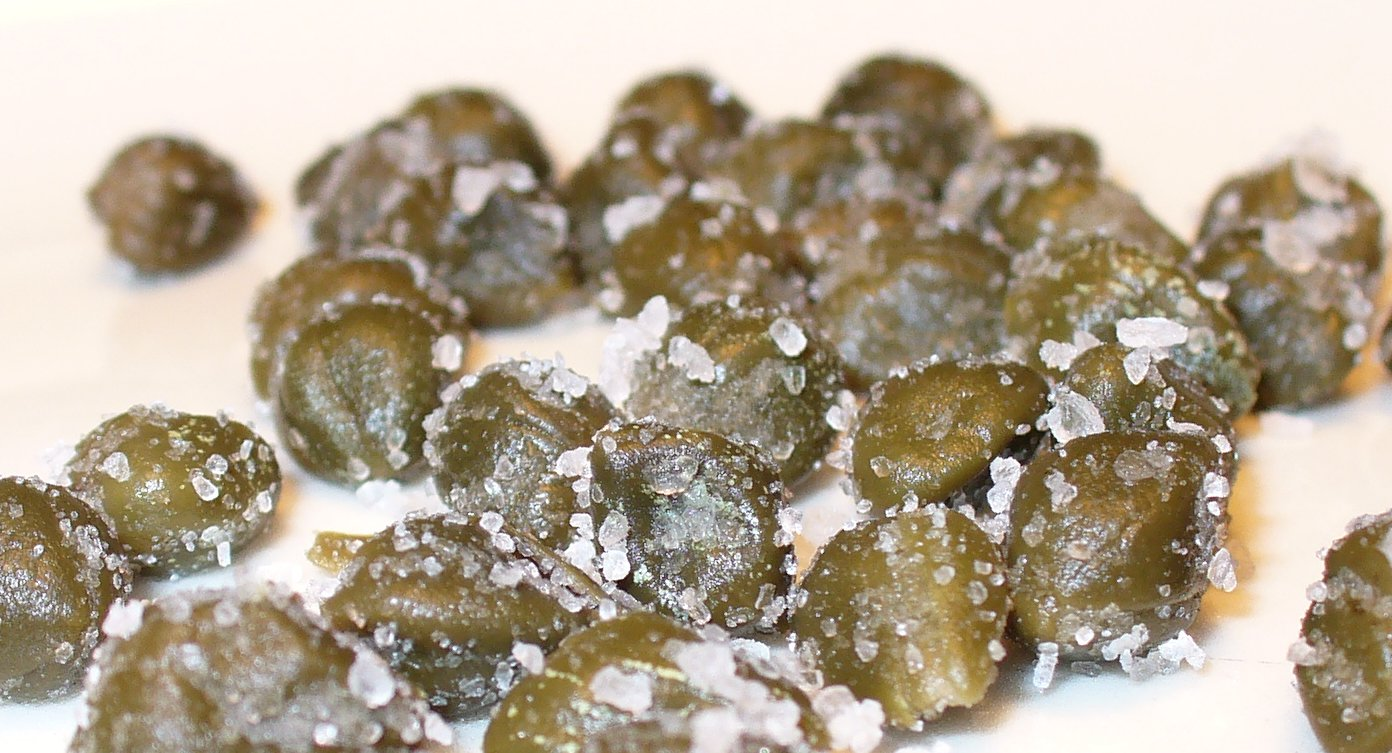
Saltade kaprisknoppar
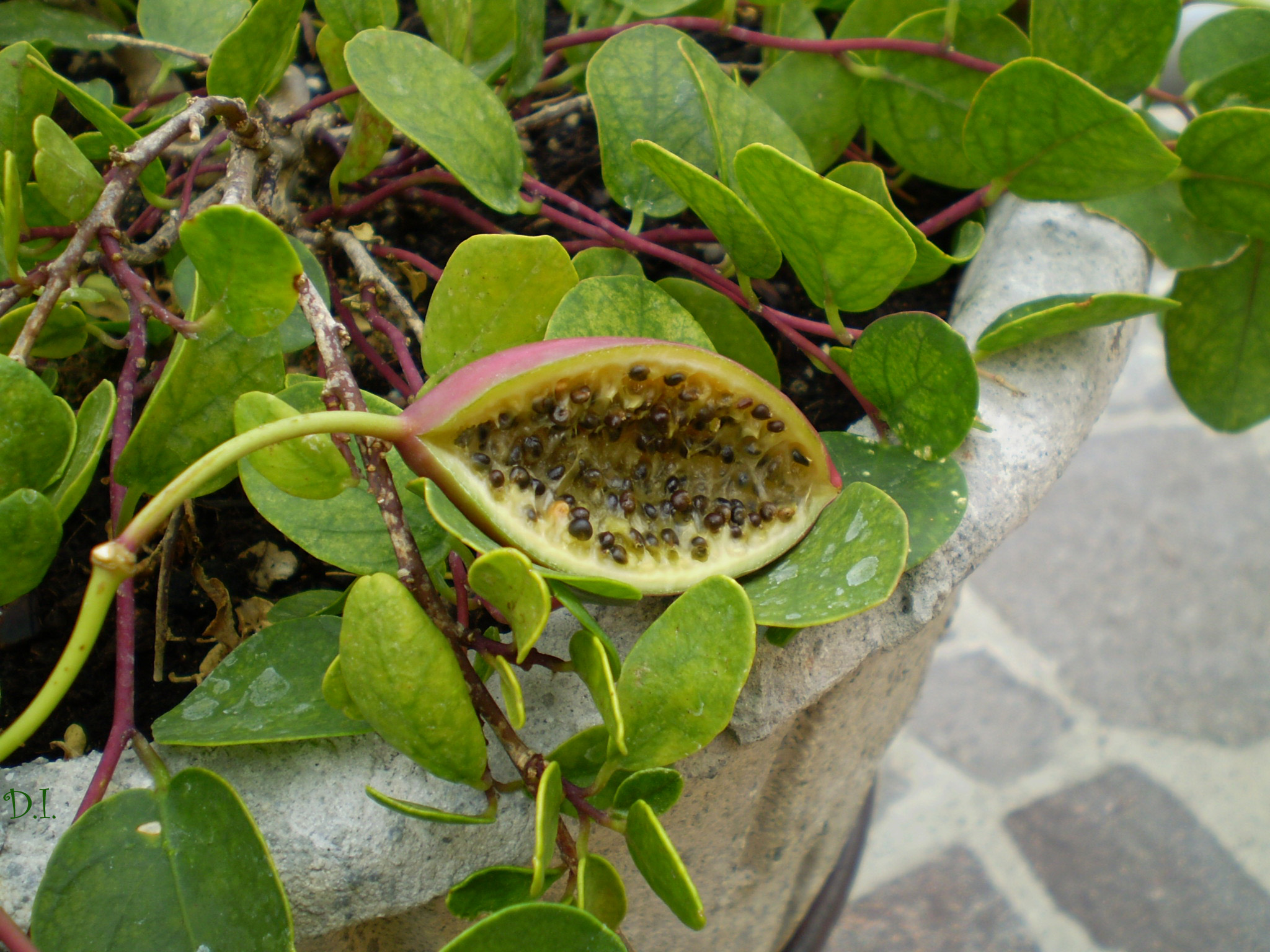
Salladskapris, uppskuren Innehåller många små svarta frön
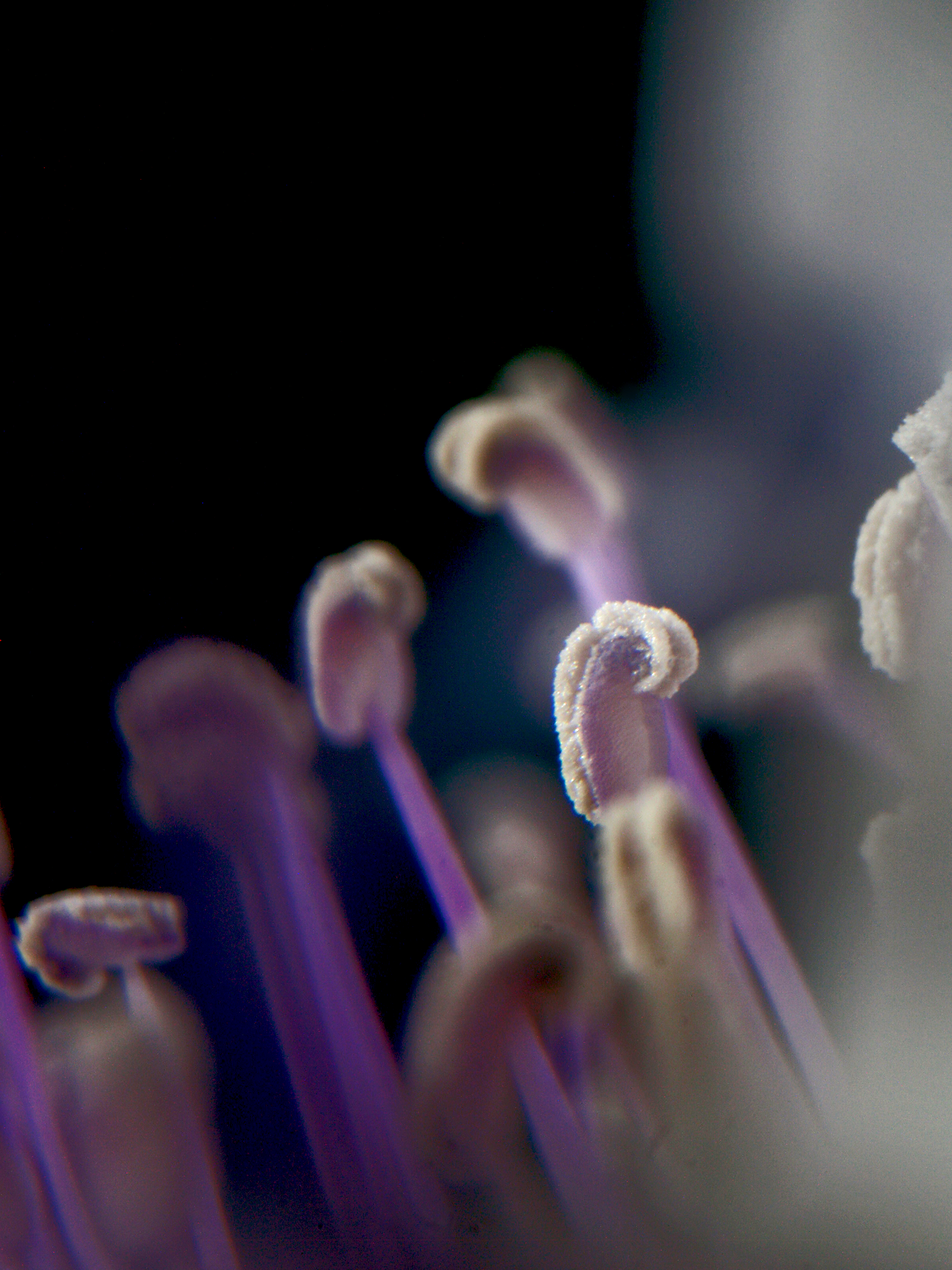
Ståndar-knappar
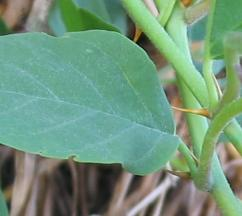
Blad Något förstorat
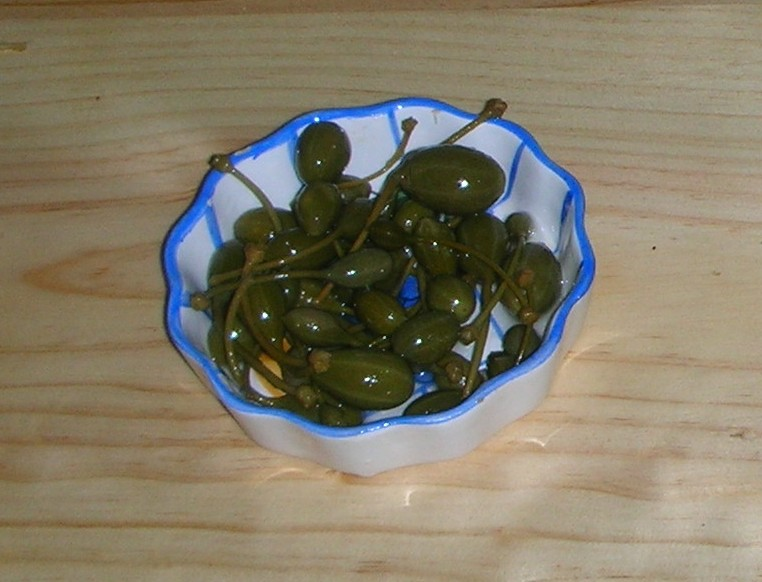
Marinerad salladskapris